# 赞美诗（新编）

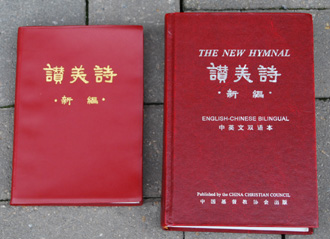
1983年版《赞美诗（新编）》和1998年版《赞美诗（新编）（中英文双语本）》封面

《赞美诗（新编）》（英語：The Chinese New Hymnal）在1980年代开始用中文被编辑出版。又叫“圣歌集”，由中国基督教协会出版，南京爱德印刷有限公司印刷。现在，中国基督教新教三自爱国教会的礼拜，大致上无不例外用这个赞美歌本。

## 历史
在文化大革命对宗教，特别是对基督教的压制大体上被结束，重新恢复礼拜的1980年左右，《赞美诗（新编）》聚集了国内外的赞美歌而编辑，从此到1983年出版简谱版，到1985年出版五线谱版本。简谱是指广泛使用的“数字乐谱”，用数字1、2、3、4、5等音阶表现的乐谱法。现在在中国通常见的是简乐谱版《赞美诗（新编）》。

## 内容
共收录400首歌曲，期中附录有42曲“短歌”。
编辑的最大特征是，来自欧美的赞美诗歌之外，大量地采用了中国人所做的歌曲，但作词者、作曲者、译者名字只在五线谱版中记载。
第394篇《主祷文》和395篇《使徒信经》等诗歌在礼拜当中不配音乐也能歌唱。
“短歌”里有第41篇《旧约圣经目录歌》和第42篇《新约圣经目录歌》。

## 中英双语本
1998年出版了中英双语版的《赞美诗（新编）（中英文双语本）》（The New Hymnal, English-Chinese Bilingual）由中国基督教两会出版。采用五线谱记谱，而且在中国作的歌词也用英文翻译，在教会礼拜中，常提供给外国信徒使用，这样就可以一起赞美。

## 补充本
《赞美诗（新编）补充本》于2009年11月出版。该诗本共有赞美诗200首，分类与《新编》基本相同，增加了新的栏目，如“家庭儿童”、“爱护环境”、“祈祷和平”等，为崇拜提供更多可选择的用诗，也丰富了信徒的灵修生活。
《补充本》收入了国外教会中广泛流传、脍炙人口的诗歌（包括传统与近代作品）；也收入了中国信徒的新创作，是灵性经验的心声，“补充本”将与“新编”同时使用。

## 使用情况
当代中国基督教新教的礼拜中普遍使用《圣经（和合本）》、《赞美诗（新编）》及其《补充本》、《主祷文》和《使徒信经》。华语新教教会一般不使用《尼西亚信经》。